# Руперт (Западна Вирџинија)
Руперт (енгл. Rupert) град је у америчкој савезној држави Западна Вирџинија.

## Демографија
По попису из 2010. године број становника је 942, што је 2 (0,2%) становника више него 2000. године.
| Група             | 2000.       | 2010.       |
| Белци             | 911 (96,9%) | 922 (97,9%) |
| Афроамериканци    | 12 (1,3%)   | 4 (0,4%)    |
| Азијати           | 0 (0,0%)    | 0 (0,0%)    |
| Хиспаноамериканци | 7 (0,7%)    | 10 (1,1%)   |
| Укупно            | 940         | 942         |